# Смолка, Любовь Мефодьевна
Любовь Мефодьевна Смолка (укр. Любов Мефодіївна Смолка; род. 29 ноября 1952, Павлоград, Днепропетровская область), в девичестве Ручкова (укр. Ручкова) — советская украинская легкоатлетка, специалистка по бегу на средние дистанции и кроссу. Выступала за сборную СССР по лёгкой атлетике в конце 1970-х — середине 1980-х годов, обладательница бронзовой медали чемпионата Европы в помещении, многократная победительница и призёрка первенств всесоюзного значения, действующая рекордсменка Украины в эстафете 4 × 800 метров, участница летних Олимпийских игр в Москве. Мастер спорта СССР международного класса. Старший преподаватель кафедры физического воспитания Киевского национального экономического университета.

## Биография
Любовь Ручкова родилась 29 ноября 1952 года в городе Павлограде Днепропетровской области Украинской ССР.
Начала заниматься бегом на выносливость в 1974 году, проживала и тренировалась в Киеве.
Первых серьёзных успехов на всесоюзном уровне добилась в сезоне 1979 года, когда в дисциплине 2 км одержала победу на чемпионате СССР по кроссу, проходившем в рамках XVIII Всесоюзного кросса на призы газеты «Правда» в Ереване. Позднее на чемпионате страны в рамках VII летней Спартакиады народов СССР в Москве с украинской командой выиграла серебряную медаль в эстафете 4 × 800 метров.
В апреле 1980 года победила на чемпионате СССР по кроссу во Фрунзе, а в мае на соревнованиях в Сочи показала свой лучший результат в беге на 1500 метров — 4:00.8. Благодаря череде удачных выступлений удостоилась права защищать честь страны на летних Олимпийских играх в Москве — здесь в финале 1500 метров с результатом 4:01.3 финишировала шестой. Также в этом сезоне достаточно успешно выступила на чемпионате СССР в Донецке, где трижды поднималась на пьедестал почёта: взяла бронзу на дистанциях 1500 и 3000 метров, получила серебро в эстафете 4 × 800 метров. Показанный в эстафете результат 7.56,6 поныне остаётся национальным рекордом Украины и входит в десятку лучших в истории.
В 1981 году в беге на 1500 метров стала серебряной призёркой на зимнем чемпионате СССР в Минске и завоевала бронзовую награду на чемпионате Европы в помещении в Гренобле.
В 1985 году на зимнем чемпионате СССР в Кишинёве выиграла бронзовую медаль в дисциплине 1500 метров и серебряную медаль в дисциплине 3000 метров.
За выдающиеся спортивные достижения удостоена почётного звания «Мастер спорта СССР международного класса».
После завершения спортивной карьеры работала преподавателем на кафедре физического воспитания в Киевском институте народного хозяйства им. Д. С. Коротченко, автор ряда научных работ и методических пособий.
По состоянию на 2023 год работает учителем физкультуры в Киеве.